# Mesovelia subvittata
Mesovelia subvittata är en insektsart som beskrevs av Géza Horváth 1915. Mesovelia subvittata ingår i släktet Mesovelia och familjen vattenspringare. Inga underarter finns listade i Catalogue of Life.